# Gubernatorzy generalni Pakistanu
Gubernator generalny Pakistanu – funkcja istniejąca w systemie politycznym Pakistanu od uzyskania przez to państwo niepodległości w 1947 do wprowadzenia w nim systemu republikańskiego w 1956. Gubernatorzy generalni reprezentowali monarchę brytyjskiego, będącego formalną głową państwa, i wykonywali w jego imieniu wszystkie jego uprawnienia (choć w praktyce wyłącznie na wniosek rządu).

## Lista gubernatorów generalnych
| od   | do   | osoba               |
| ---- | ---- | ------------------- |
| 1947 | 1948 | Muhammad Ali Jinnah |
| 1948 | 1951 | Khawaja Nazimuddin  |
| 1951 | 1955 | Ghulam Muhammad     |
| 1955 | 1956 | Iskander Mirza      |